# In a Major Way
In a Major Way är det tredje studioalbumet av rapparen E-40.

## Låtlista
1. Intro
2. Chip In Da Phone
3. Da Bumble
4. Sideways  (feat. B-Legit, Mac Shawn)
5. Spittin'
6. Sprinkle Me  (feat. Suga T)
7. Outta Bounds
8. Dusted 'n' Disgusted  (feat. 2Pac, Spice 1, Mac Mall)
9. 1 Luv
10. Smoke 'N Drank
11. Day Ain't No
12. Fed
13. H.I. Double L.  (feat. Celly Cel, B-Legit)
14. Bootsee
15. It's All Bad  (feat. Droop-E)
16. Outro